# سد مولتنو
سد مولتنو (به لاتین: Molteno Dam) یک سد خاکی در آفریقای جنوبی است که در City of Cape Town واقع شده‌است.